# Уотт, Фиона
Фиона Уотт (англ. Fiona Watt; род. 28 марта 1956) — британский учёный, исследователь стволовых клеток, в особенности их роли для кожи.
Член Лондонского королевского общества (2003) и АМН Великобритании. Иностранный член Национальной академии наук США (2019).
Доктор философии, профессор Королевского колледжа Лондона и директор его Центра стволовых клеток и регенеративной медицины.

## Биография
Выпускница Кембриджа.
Степень доктора философии по цитологии получила в Оксфордском университете, являлась постдоком в MIT, где начала заниматься изучением эпидермиса млекопитающих. Свою первую лабораторию запустила в Институте ревматологии имени Кеннеди (Kennedy Institute of Rheumatology), затем провела 20 лет в London Research Institute. C 2006 по 2012 г. заместитель директора Cancer Research UK. С 2012 года в Королевском колледже Лондона. До 2011 года являлась шеф-редактором Journal of Cell Science. В 2008 году президент International Society for Stem Cell Research.
Почётный иностранный член Американской академии искусств и наук.
Отмечена Hunterian Society Medal и FEBS/EMBO Women in Science Award (2016). Почётный доктор Автономного университета Мадрида (2016).

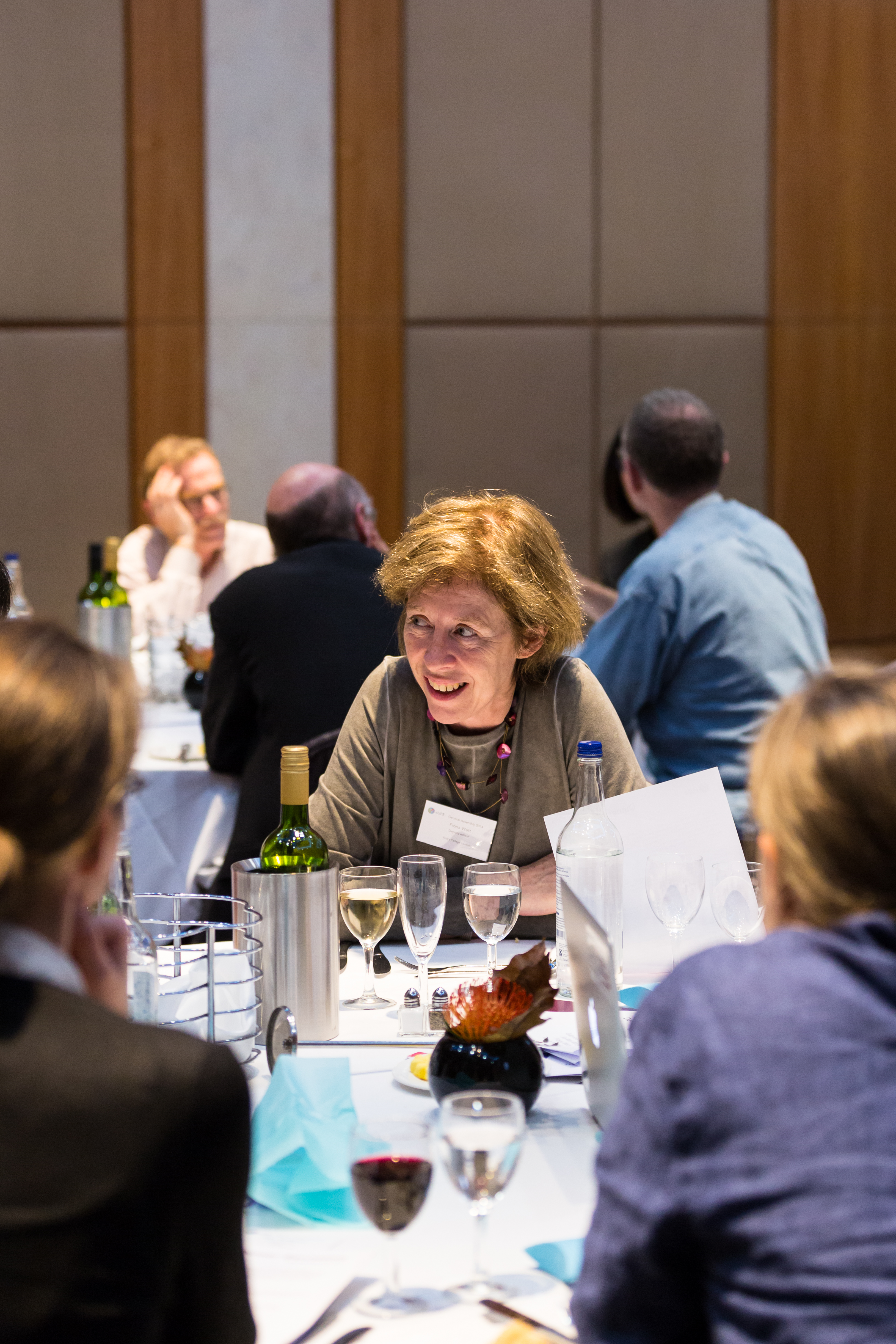
В 2014 году